# Juan Cruz de Urquiza
Juan Cruz de Urquiza (Buenos Aires, 13 de abril de 1965) es un trompetista, compositor y arreglador argentino.

## Biografía
Nació en Buenos Aires, Argentina, el 13 de abril de 1965. Estudió Música en la Universidad Católica Argentina (1983-1985) y más tarde en Berklee College of Music (1991-1993) donde se graduó en el Major of Profesional Music.
Realizó estudios de trompeta con Wilfredo Cardoso, Roberto Fernández, Américo Belloto y Lou Mucci, y armonía e improvisación con el saxofonista estadounidense Jerry Bergonzi.
Tocó con Arnie Lawrence, Paquito D’Rivera, “Chucho” Valdés (En el Teatro Colón junto a la Orquesta Filarmónica de Buenos Aires), Fred Hersch quinteto, Jhonny Coles, Mike Longo, Marc Copland, Claudio Roditi, Conrad Herwig, Osvaldo Fattoruso, y con la mayoría de los más importantes músicos de jazz argentinos (Luis Salinas, Javier Malosetti, Horacio Larumbe, Jorge Navarro, B. López Furst, R. Fernández, Mono Fontana, etc.).
Grabó -entre otros- con “The Big Van” y “Los Guachos” (Bill McHenry, Chris Cheek, Miguel Zenon, Taylor Haskins, Sandro Tomasi, Ben Monder, Richard Nant, Jeff Ballard y Fernando Huergo) de Guillermo Klein, Conrad Herwig, Quinteto Urbano, Mariano Otero Orquesta, Javier Malosetti, y con Arida Conta Group, donde también participaron Tom Harrell, David Kikosky y Donny McCaslin entre otros.
Recibió entre otras, las siguientes menciones: Berklee College of Music Award in Argentina (1989), Boston Jazz Society Achievement (1992), Clark Terry Award (1993), Trompetista del año (Diario La Naciòn 2000/2002/2004/2008) Premios Clarín espectáculos 2003 (Jazz revelación) Premios Clarín espectáculos 2008 (la figura del jazz) y Premio Konex 2006 y 2015.
A partir de 1994, ya radicado en la Argentina forma su propio grupo tocando en los locales de Jazz más importantes del medio.
En plano profesional, se desempeña como músico sesionista, grabando y/o tocando con: “Deep Purple”, “Sui Generis”, Caetano Veloso, Lalo Schifrin, Fito Páez, Joaquín Sabina, “Divididos”, Andrés Calamaro, Armando Manzanero, Mariano Mores, Olga Guillot, Pedro Aznar, Miguel Cantilo, “Los redonditos de ricota”, Diego Torres, Silvina Garré, JAF, Sandra Mihanovich, Rubén Rada, “Los Pericos”, “Los Piojos”, “Illya Kuryaki and the Valderramas“ y otros.
En enero de 1996 es invitado por el pianista portugués Bernardo Sasseti a participar del proyecto “Mundos” junto a Jordy Rossi, Perico Sambeat y Javier Colina realizando un concierto en la ciudad de Lisboa y grabando para el sello discográfico VERVE.
En ese mismo año integró el quinteto del saxofonista cubano Paquito D’Rivera, actuando en el Festival Internacional de Jazz realizado en Punta del Este, Uruguay. En 1997 es invitado a participar del V Festival Internacional de Jazz realizado en Chile, donde toca junto a James Moody, Iván Lins y otros importantes músicos.
En 1999 co-forma el “QUINTETO URBANO”, grupo con el cual toca ininterrumpidamente durante todo el año. A fin de ese año la banda graba su primer disco editándose el año siguiente con gran crítica de la prensa. A partir de ese mismo año de desempeña como docente en la Escuela de Música Contemporánea (Berklee en Argentina). En 2001 graba el segundo disco con el “QUINTETO URBANO” editado por el prestigioso sello argentino “Acqua Records”, grupo con quien participa del Festival Internacional “De los Siete Lagos”. En 2003, el “QUINTETO URBANO” es convocado por el prestigioso sello discográfico europeo “FRESH SOUND” para grabar su tercer trabajo discográfico editado en marzo de ese año intitulado “En Subida” presentado ese mismo mes en Barcelona, España bajo el marco del festival internacional “Jazz Terrassa” donde también participaron entre otros Wayne Shorter, Branford Marsalis y Brad Mehldau. A principios de 2004, este último trabajo discográfico es presentado en la sala principal del TEATRO COLON de la ciudad de Buenos Aires ante unas 3000 personas.
Actuó en la película documental germana-argentina 12 Tangos - Pasaje de regreso a Buenos Aires en 2005. Ese año encara un nuevo proyecto junto a Miguel Tarzia, Mariano Otero y Pipi Piazzolla, con quienes graba y edita su primer trabajo discográfico como solista "De este lado" para el sello Sjazz EMI. Este año recibió el Premio Konex como uno de los mejores solistas de jazz de la década en Argentina, galardón que repitió en 2015. En 2006 graba su segundo disco solista “Vigilia” el cual fue editado a mediados de 2007 por el sello Sjazz.
En 2007 integra el grupo del reconocido pianista español Chano Domínguez realizando giras por México, España y Francia. En 2008 junto a Ligia Piro forma la "Strange Fruit" orquesta realizando un trabajo discográfico el cual será editado en 2010.

## Discografía

### Como solista
- 2000 - Jazz Contemporáneo Argentino - Quinteto Urbano
- 2001 - Jazz Contemporáneo Argentino II - Quinteto Urbano
- 2003 - En Subida - Quinteto Urbano
- 2005 - De Este Lado - Juan Cruz de Urquiza Cuarteto
- 2007 - Vigilia - Juan Cruz de Urquiza Cuarteto
- 2010 - Strange Fruit - Ligia Piro y Juan Cruz de Urquiza
- 2011 - Trías
- 2012 - Indómita Luz
- 2014 - Convivencia
- 2018 - Lentes - Juan Cruz de Urquiza Septeto

### Con otros artistas
- 1993 - Secret Rhythms - con Fernando Tarrés
- 1995 - El Minotauro con Guillermo Klein
- 1996 - Perros,perros y perros [Caballeros de la Quema]
- 1997 - A Pesar Del Diablo con Hernán Merlo
- 1998 - Living these times con Fernando Huergo
- 1998 - Isla de Flores con Ricardo Nolé
- 1998 - Ultimo bondi a finisterre [Patricio rey y sus redonditos de ricota]
- 2010 - Strange fruit con Ligia Piro
- 2017 - La Nave con Fonky Taxi